# Proasellus barduanii
Proasellus barduanii là một loài chân đều trong họ Asellidae. Loài này được Alouf, Henry & Magniez miêu tả khoa học năm 1982.